# Prism (personaggio)
Prism, il cui vero nome è Robbie (cognome non rivelato), è un personaggio dei fumetti creato da Chris Claremont (testi) e Louise Simonson (disegni), pubblicato dalla Marvel Comics. La sua prima apparizione è in X-Factor (prima serie) n. 10 (novembre 1986).

## Biografia del personaggio
Membro del gruppo di mercenari conosciuto come Marauders, la sua prima apparizione risale a quando, insieme ad Archlight e Scrambler, cercò di eliminare i membri di X-Factor inviati a salvare i Morlocks che non erano ancora stati sterminati. Dopo aver usato il proprio corpo per riflettere contro Ciclope i suoi raggi ottici, venne sbattuto contro un muro da Fenice. L'impatto lo uccise mandando in frantumi il suo fragile corpo cristallino ed i suoi amici morirono subito dopo.
Insieme ai suoi compagni fu riportato in vita grazie alla tecnologia di clonazione di Sinistro. Tuttavia, durante le fasi di apertura della saga Inferno, Prism fu nuovamente ucciso da un gruppo di poliziotti durante uno scontro fra i Marauders e gli X-Men.

### House of M
Dopo gli eventi dell'M-Day, Prism fu uno dei pochi mutanti ad aver conservato i propri poteri. Rinvenuto in un ospedale psichiatrico, cominciò poi a vendicarsi di quei mutanti che in passato lo avevano sconfitto, e che adesso si trovavano senza poteri.
Insieme a i nuovi Marauders, irruppe nella casa di Mystica e prese parte allo scontro seguente contro gli X-Men. Sconfitti questi, rapirono Rogue. È stato inoltre rivelato che Prism insieme ad alcuni compagni di squadra uccise la Madre Nera, una probabile antenata (ancora in vita fino a quel momento) di Jean Grey.

## Poteri e abilità
Il suo corpo è capace di riflettere qualsiasi forma di luce e di energia in modo da abbagliare o colpire i nemici. Con la luce assorbita è anche in grado di illuminare gli ambienti bui. Tuttavia, il suo corpo è incredibilmente fragile.

## Curiosità sul personaggio
Durante la sua storia editoriale, Prism è morto quattro volte:
- La prima, finendo in mille pezzi per mano della telecinesi di Fenice.
- La seconda, durante la saga Inferno, quando un gruppo di poliziotti lo distrusse sparandogli contro.
- La terza, per mano della telecinesi di X-Man (gemello/clone di Cable creato da Sinistro).
- La quarta, in Messiah Complex quando viene ritrovato morto dagli X-Men dopo uno scontro con i purificatori

È poco chiaro se Prism riesca a ricomporre il proprio corpo dopo essere stato frantumato o se ogni sua nuova apparizione sia frutto della tecnologia clonatrice di Sinistro. Attualmente, è dubbia la provenienza del Prism facente parte dei 198. Egli può essere un clone così come quello originale dopo aver rimesso insieme i propri frammenti.